# Demon Core
Demon Core (dt. „Dämonenkern“) ist der Spitzname einer 89 mm großen, 6,2 kg schweren Plutonium-Kugel, die bei zwei Unfällen im Los Alamos National Laboratory einen überkritischen Zustand erreichte. Bei beiden Unfällen starben die auslösenden Wissenschaftler an den Folgen.

## Erster Zwischenfall am 21. August 1945

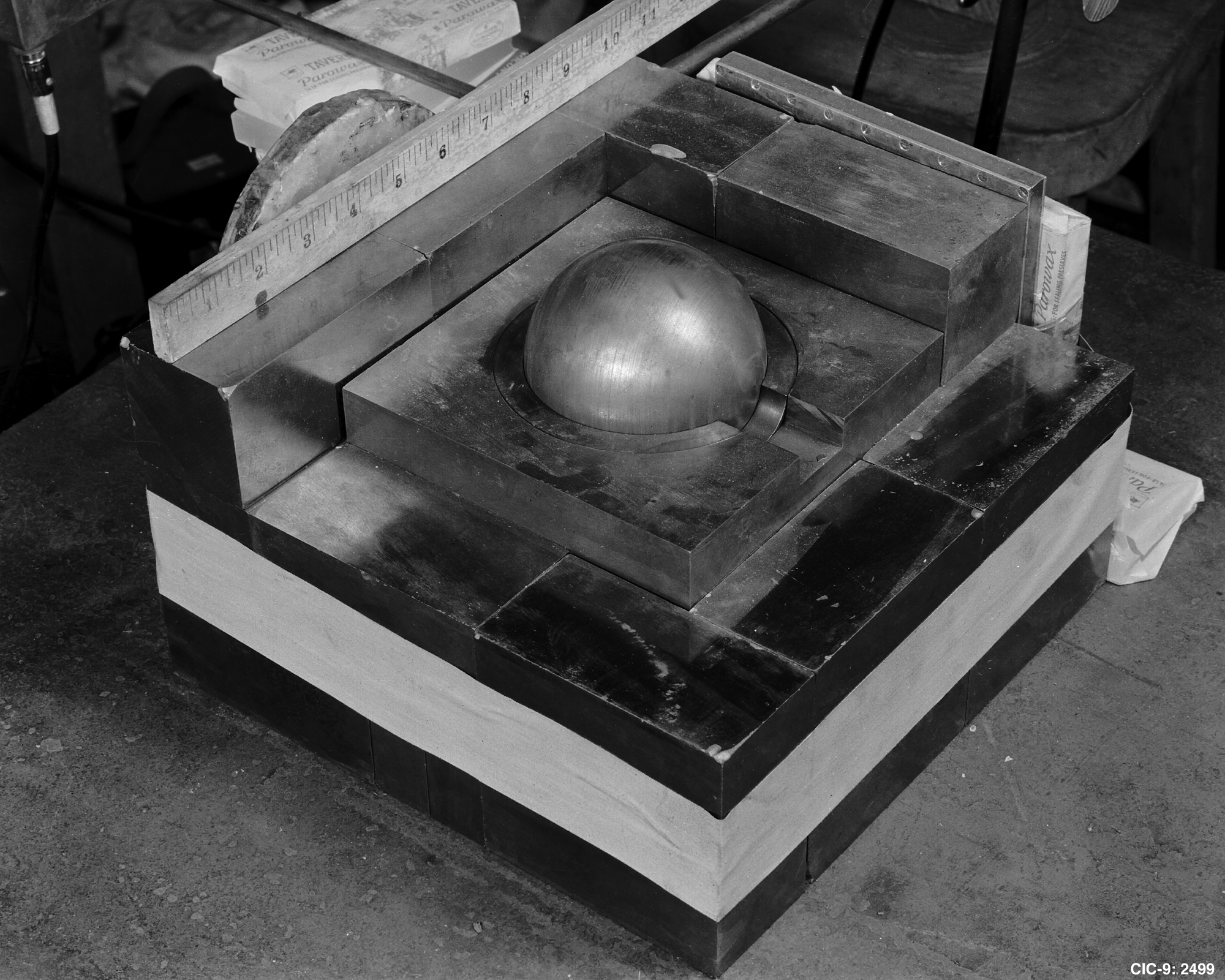
Rekonstruktion des Experiments von 1945

Der Physiker Harry K. Daghlian Jr. arbeitete allein an einem Experiment zur Wirkung von Wolframcarbid als Neutronenreflektor. Dabei stapelte er Barren aus Wolframcarbid um den Plutoniumkern. Als er einen weiteren Barren auf den Stapel legen wollte, zeigte ihm ein Szintillationszähler an, dass die Neutronenstrahlung angestiegen war. Ihm wurde klar, dass der nächste Barren die Masse überkritisch werden ließe, und er zog seine Hand zurück. Dabei fiel der Barren auf den Kern herunter und führte zur Freisetzung von ionisierender Strahlung. Er entfernte den Barren zwar sofort, wurde aber trotzdem einer tödlichen Strahlendosis ausgesetzt. Daghlian starb 25 Tage später, am 15. September 1945.

## Zweiter Zwischenfall am 21. Mai 1946

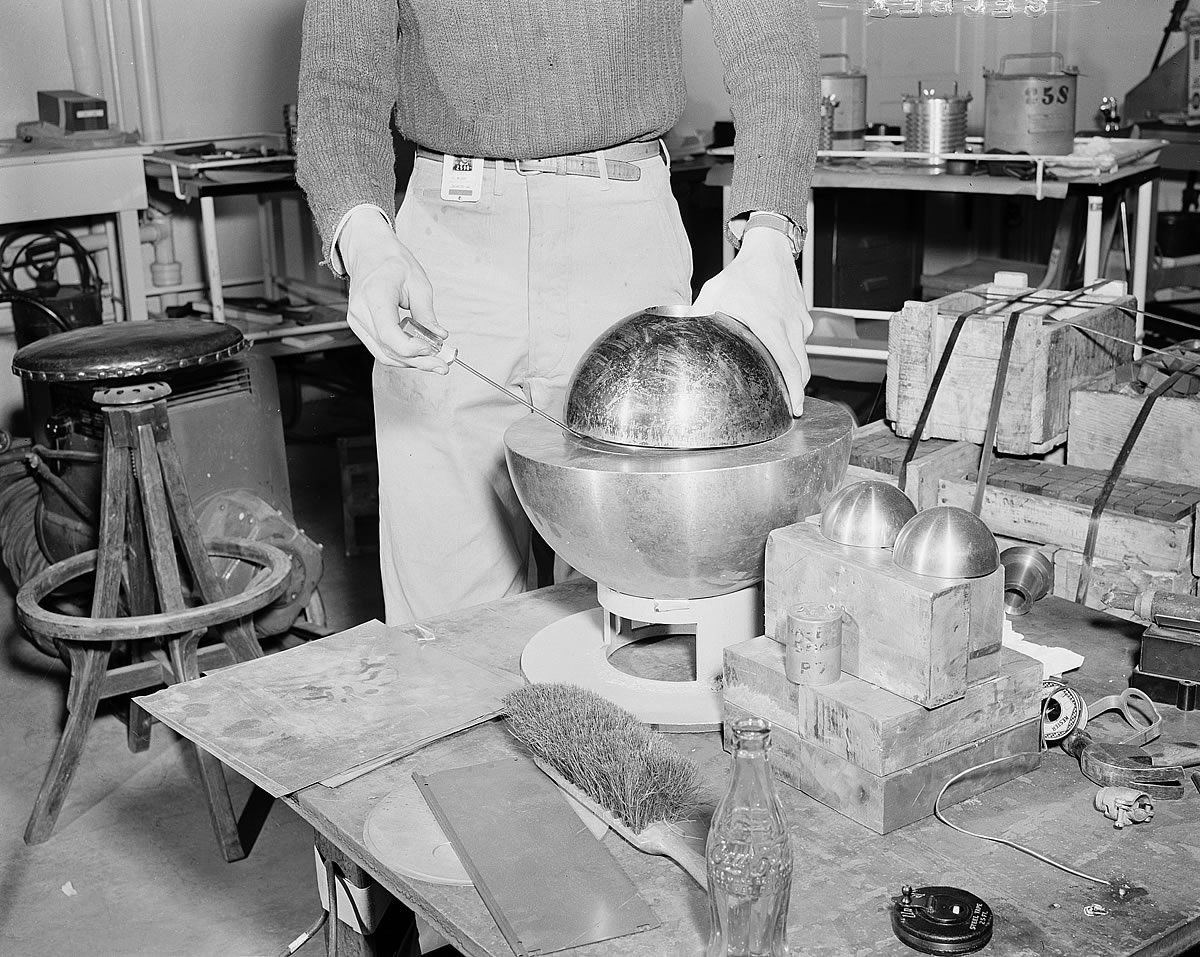
Rekonstruktion des Experiments von 1946

Der kanadische Physiker Louis Slotin und sieben seiner Kollegen arbeiteten an einem Experiment, bei dem die Anfangsphase einer Kettenreaktion eingeleitet werden sollte. Dazu ordneten sie zwei Beryllium-Halbkugeln als Neutronenreflektoren um den Plutoniumkern an. Entscheidend war dabei, dass sich die Beryllium-Halbkugeln nicht zu einer vollständigen Kugel um den Plutoniumkern legen durften.
Slotin hatte ähnliche Experimente bereits durchgeführt und war sich der Gefahr bewusst. Der Versuchsaufbau wurde auch tickling the dragon’s tail (dt. „den Drachen am Schwanz kitzeln“) genannt. Normalerweise wurde der Sicherheitsabstand zwischen den beiden Berylliumhälften von einer Mechanik auf Schienen sichergestellt, welche die Beryllium-Halbkugeln langsam an das Plutonium heranschob und so die Reaktivität steigerte. Ein Distanzstück verhinderte eine Berührung der beiden Halbkugeln.
Am Unfalltag wurde der Versuch verändert: Slotin hielt die eine Beryllium-Halbkugel in der Hand und führte sie langsam an das Plutonium heran. Anstatt des Distanzstücks verwendete er einen Schraubenzieher, um die Berührung der beiden Beryllium-Halbkugeln zu verhindern. Dabei rutschte der Schraubenzieher heraus, der Plutoniumkern wurde vollständig von Beryllium umschlossen, und es wurde eine Kettenreaktion ausgelöst, die zur Freisetzung einer hohen Strahlendosis führte. Slotin wollte die Reaktion unterbrechen, indem er eine Halbkugel wegzog, um zu verhindern, dass auch die anderen Anwesenden letale Dosen erhielten. Der überkritische Zustand beendete sich jedoch durch thermische Ausdehnung bereits vorher selbst. Slotin starb neun Tage später an akuter Strahlenkrankheit. Sein Assistent, der direkt neben ihm stand, erlitt schwere Verletzungen und bleibende Schäden. In einigen Quellen wird vermutet, dass auch drei weitere Wissenschaftler Jahre später an den Spätfolgen des Unfalls starben.

## Spätere Verwendung des Plutoniumkerns
Der Demon Core sollte ursprünglich bei den Atomwaffentests der Operation Crossroads verwendet werden. Nach den Kritikalitätsunfällen war allerdings mehr Zeit für das Abklingen der Radioaktivität des Kerns notwendig. Infolgedessen wurde der Einsatz für den 3. Teil der Testreihe, provisorisch als Charlie bezeichnet, geplant. Dieser wurde jedoch aufgrund der unerwartet hohen Strahlungsbelastung nach dem Unterwassertest Baker und der Unmöglichkeit der Dekontamination der Testkriegsschiffe abgebrochen. Der Kern wurde später eingeschmolzen und das Material wurde für einen anderen Kern wiederverwendet.

## Filme und Fernsehserien
Die Unfälle wurden in dem Film Fat Man and Little Boy (deutscher Titel: Die Schattenmacher) von 1989 zusammengefasst.
In der Serie Stargate SG-1 wurde in der Folge 21 der Staffel 5 der zweite Unfall abgewandelt verarbeitet.